# 芹沢那菜
芹沢 那菜（せりざわ なな、1984年9月7日 - ）は、日本の女優。北海道出身。
メッセージエンターテインメント株式会社所属。

## 来歴
- 2004年に地元・北海道で就職[1]。
- 2007年春に上京。9月から下町の人情に触れたいと思い、築地場外市場近くの寿司店にてホール係として働き始める。
- 2008年に寿司店にて和服姿で働いている姿を見た芸能事務所関係者がスカウトし、メッセージエンターテインメント株式会社に所属する。
- 2009年飯田譲治監督が監修するオムニバス映画「最高でダメな男・築地編」内の「TSUKIJI流」(2010年公開)のヒロイン役に抜擢される。
- 2010年4月〜タカラトミー人生ゲームドリームチェンジガールに選ばれる。

## 人物
- 趣味は映画鑑賞、散歩。
- 特技は 硬式テニス、卓球。
- 好きな物は乳製品（ブルガリアヨーグルト）。
- スカウトされた際はあまりに唐突だったので断っていたが、何度も熱心に話をしてくれたので思い切って飛び込んでみようと思い芸能界入りを決心する。
- 現在も女優業と並行して寿司店で勤めている。

## 出演

### 映画
- 最高でダメな男・築地編（2010年）
- ViVA!Kappe　永井咲子役（2010年）

### テレビ
- おもいッきりDON!（日本テレビ） - 2009年6月10日放送『邦子の売り出しサンDONと釣れ!』コーナー
- 王様のブランチ　TBS　2010年2月6日　OA

#### ドラマ
- 西村京太郎サスペンス「探偵 左文字進13」（2009年1月5日、TBS）

#### ラジオ
- もっともゴチャ・まぜっ!　MBSラジオ　2009年7月25日 OA
- 志村けんの FIRSTSTAGE 〜はじめの一歩〜　JFN2009年8月8日OA
- 高田純次・河合美智子の東京パラダイス　文化放送　2010年3月6日OA

### 雑誌
- 「TV Bros.」2008年9月24日発売号（東京ニュース通信社）
- 「Kindai」2009年6月号（近代映画社）
- 「FLASH」2009年6月16日号（光文社）
- 「B.L.T.」（東京ニュース通信社）芹沢那菜の「ぶらり築地さんぽ」レギュラー連載
- 「女性自身」公式ウェブサイト「ヨーグルト美人計画」　レギュラー連載
- 「フライデー」スペシャル 09年総集編号（講談社）　2009年12月7日発売
- 「東京ウォーカー」　2010年1月4日号（角川マーケティング）　2009年12月21日発売

#### その他
- 人生ゲーム　ドリームチェンジガール　2010年4月〜